# مانويل سلفادور كارمونا
مانويل سلفادور كارمونا (بالإسبانية: Manuel Salvador Carmona)‏ هو مصمم مطبوعات إسباني، ولد في 20 مايو 1734 في Nava del Rey ‏ في إسبانيا، وتوفي في 15 أكتوبر 1820 في مدريد في إسبانيا.